# Sinoadapis
Sinoadapis es un género extinto de primates adapiformes. El género está representado por dos especies:
- Sinoadapis carnosus Wu & Pan, 1985 † - Mioceno, Lufeng, China.
- Sinoadapis shihuibaensis - Mioceno, Shihuiba, China.